# شنا مورگان
شنا مورگان (به انگلیسی: Shona Morgan) ژیمناست زادهٔ ۱ سپتامبر ۱۹۹۰ میلادی اهل کشور استرالیا است.